# KV10
Staroegipski grobowiec KV10 w Dolinie Królów został pierwotnie wybudowany jako miejsce pochówku faraona Amenmesa z XIX dynastii. Nie ma jednak żadnego dowodu, że został w nim rzeczywiście pochowany.

## Odkrycie
Grobowiec został otworzony już w starożytności. Jako pierwszy z Europejczyków zwiedził go Richard Pococke i umieścił na swojej mapie w 1743 r. Na początku XIX w. dokładniejsze badania przeprowadzili: Jean-François Champollion, Karl Richard Lepsius i Richard Wilkinson. Opublikowaną w późniejszym terminie dokumentację wystroju grobowca przeprowadził Eugène Lefébure w 1883 r. Ostatecznie w 1907 r. Edward Russell Ayrton odsłonił korytarz wejściowy. Otto Schaden zainicjował program wykopaliskowo-badawczy, który rozpoczął się w 1992 r. w ramach projektu Uniwersytetu Arizony.

## Architektura i zdobnictwo
Zdobnictwo grobowca przeznaczone pierwotnie dla Amenmesa, jest prawie identyczne z wystrojem KV8 - grobowca Merenptaha. Mają takie same motywy na wejściu: w pierwszych dwóch korytarzach znajduje się litania do Ra, a w trzecim sceny z Amduat. Oprócz Ksiegi umarłych, znajdują się tam przedstawienia boga Ra, czterech synów Horusa, Izydy, Neftydy, Neit, Selkit, Anubis i Iunmutef. Reliefy zostały usunięte, powtórnie otynkowane i pomalowane motywami przedstawiającymi Tachat i Baketwernel.

## Wyposażenie grobowca i znaleziska
Gdy Lefébure odrysował większość widocznych dekoracji, znalazł kawałek wapienia, który początkowo uważany był za fragment sarkofagu Amenmesa. Obiekty, odkryte później, pochodzą z różnych okresów: figurki Uszebti z czasów Setiego II, fragmenty sarkofagu Ramzesa VI oraz różne przedmioty z późniejszych pochówków. Howard Carter znalazł fragmenty kanop, na których jednoznacznie widoczne było imię Tachat. Na fragmencie pokrywy sarkofagu z czerwonego granitu znajdowało się imię żony Merenptaha i, przypuszczalnie, matki Amenmesa.
Pomimo intensywnych badań nie jest jasne, czy Amenmes został rzeczywiści pochowany w swoim grobie. Znaleziono dwie mumie, na podstawie których stwierdzono, że chodzi tu o jego domniemaną matkę Tachat i małżonkę Baketwernel. Jednak w jakim stosunku do niego pozostawały obie kobiety, nie dało się stwierdzić na podstawie nie do końca rozwiązanych zagadek grobu.

## Literatura
- Aidan Dodson: The Tomb of King Amenmesse: Some Observations. In: Discussions in Egyptology. (DE) Nr. 2, Oxford 1985, S. 7–11 (Titelliste online).
- Rolf Krauss: Zur historischen Einordnung Amenmesses und zur Chronologie der 19./20. Dynastie. In: Göttinger Miszellen. (GM) Bd. 45, Göttingen 1981. S. 27–33.
- Nicholas Reeves, Richard H. Wilkinson: Das Tal der Könige. Geheimnisvolles Totenreich der Pharaonen. Bechtermünz, Augsburg 2000, ISBN 3-8289-0739-3.